# Твин Лејкс (округ Лејк, Колорадо)
Твин Лејкс (енгл. Twin Lakes, Lake County) насељено је место без административног статуса у америчкој савезној држави Колорадо.

## Демографија
По попису из 2010. године број становника је 171.
| Група             | 2000.    | 2010.       |
| Белци             | 0 (0,0%) | 147 (86,0%) |
| Афроамериканци    | 0 (0,0%) | 0 (0,0%)    |
| Азијати           | 0 (0,0%) | 0 (0,0%)    |
| Хиспаноамериканци | 0 (0,0%) | 22 (12,9%)  |
| Укупно            | 0        | 171         |